# Кристиан I
Кристиан I е крал на Дания (1448 – 1481), Норвегия (1450 – 1481) и Швеция (1457 – 1464). Херцог е на Шлезвиг и Холщайн като тези херцогства наследява чрез майка си. Той е първият датски монарх от Олденбургската династия.

## Произход
Роден е през 1426 година в Олденбург. Син е на граф Дитрих фон Олденбург (потомък на Ерик IV Датски) и на графиня Хайлвиг фон Холщайн.

## Избор на крал
След като Кристоф III (според Калмарската уния крал и на трите скандинавски кралства), умира през 1448 г. бездетен, държавните съвети на кралствата започват да търсят наследник, който трябвало да се ожени за 18-годишната му вдовица – Доротея Бранденбургска. Държавният съвет на Дания попада на кандидатурата на Кристиан I и го избира за крал на Дания, но не успява да го наложи веднага и на другите две държави, тъй като преди това трябва да се потвърди споразумението и да се положи клетва за вярност. В Швеция междувременно избират за крал Карл Кнутсон от аристократичния род Бонде. При това положение в Норвегия държавният съвет бил изправен пред няколко възможности – да предпочете съюз с Швеция, съюз с Дания или съответно да издигне собствен крал. Собствен кандидат въобще не бил издигнат. Едни срещу други в Норвегия се изправят поддръжниците на Дания, обединени около кандидатурата на Кристиан I, и тези на Швеция с техния фаворит Карл Кнутсон Бонде, който дори пристигнал с военно подкрепление в опит да превземе крепостта Акерсхюс при Осло. В крайна сметка е предпочетен Карл Кнутсон и през 1449 г. избран за крал под името Карл I, но той така и не успява да се наложи в Норвегия, а и не му се удало да превземе крепостта Акерсхюс, затова накрая Шведският държавен съвет се отказва да подкрепя амбициите му за норвежкия трон и през 1450 г. той бива свален и на негово място е избран Кристиан I.
На 29 август 1450 г. в Берген е подписан съюзен договор между Дания и Норвегия, според който Норвегия става наследствено кралство и занапред Дания и Норвегия ще имат единен крал „завинаги“. Последиците от този договор към момента на подписването му били трудно предвидими, но в следващите години се оказва, че Норвегия все повече губела своята тежест в общия съюз. Политическите и административните въпроси оттук нататък се решавали вече в Канцеларията на Унията, а тя се намирала в Копенхаген (Дания). Норвегия не можела да решава вече самостоятелно въпроси свързани с външната политика или търговията.
Седем години след Норвегия, през 1457, Швеция също изгонва Карл Кнутсон и избира на негово място Кристиан I, с което се възстановява Калмарската уния. Но докато Унията в Норвегия, както било формулирано в договора, трябвало да важи „во веки веков“ (на практика останала в сила през следващите цели 350 г.), то за Швеция тя обхващала само определени периоди – 1457 – 1471, 1497 – 1501 и 1520 – 1523 г.

## Смърт
Кристиан I умира на 21 май 1481 г. в Копенхаген на 55-годишна възраст. Погребан е в Роскилската катедрала в Дания.

## Семейство
През 1449 г. Кристиан I се жени за Доротея Бранденбургска, вдовица на предишния крал. От нея има 5 деца, от които 3 достигат зряла възраст:
- Олаф (1450 – 1451)
- Кнут (1451 – 1455)
- Йохан Датски, крал на Дания, Норвегия и Швеция
- Маргарет Датска, омъжена за Джеймс III, крал на Шотландия
- Фредерик I, крал на Дания и Норвегия